# Cierva C.30

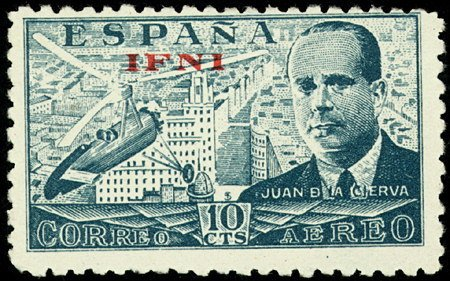
Автожир Cierva C.30 и его изобретатель Хуан де ла Сьерва. Почтовая марка Испании (Ифни). 1948 г.

Cierva C.30, или С30А, — разведывательный автожир.
Разработан английским инженером испанского происхождения Хуаном де ля Сиерва (Cierva). Автожир совершил первый полёт в 1932 году. В августе 1934 года экспонировался на авиационной выставке в Копенгагене. Начиная с 1934 года фирма «Авро» на своём заводе в Манчестере построила в общей сложности 77 С30А.

## История
Хуан де ля Сиерва оказал значительное влияние на развитие данного вида транспорта, он же и придумал название "автожир" для обозначения винтокрылых машин, которые получали подъемную силу за счет авторотации винтовой системы, не имеющего прямого подвода энергии от двигателя.
Первый автожир, созданный конструктором, поднялся в воздух в 1923 году. Однако Испания не смогла оплатить дальнейшие разработки и Хуан де ля Сиерва продолжил свою деятельность в Англии. Автожиры испанского конструктора, хотя и получили широкую известность, но не пользовались коммерческим успехом из-за несовершенства конструкции.
Основным недостатком автожиров Сиервы было то, что управление на всех режимах полета осуществлялось по самолетному принципу, а на малых скоростях это было не эффективно. Прорыв наметился, когда применили установку ротора в шаровом шарнире, что позволило изменять наклон ротора.
Впервые автожир новой конструкции, созданный под руководством Хуана де ля Сиервы в конструкторском бюро фирмы "Сиерво аутожиро", получившей обозначение С.30, поднялся в воздух в 1933 году и был продемонстрирован в Великобритании на авиасалоне в Фарнборо.
Фирма Avro Aircraft получила заказ от Национальной авиационной службы на изготовление двухместного варианта С.30, а затем купила лицензию на разработку собственной версии, которая впоследствии была принята на вооружение военно-воздушными силами Великобритании под наименованием "Avro 671".
На авиационном заводе Airwork в г. Хестон в 1933 году был построен опытный образец автожира С.30Р со складывающимися лопастями винта. Компания Avro построила три предсерийных С.30Р и получила заказ на производство серийных С.30А.

## Производство
На авиационном заводе "Авро" в Манчестере в 1934 - 1935 гг. было изготовлено 77 автожиров С.30А, под эксплуатационным обозначением Rota Mk.I. Из них 49 машин было поставлено заказчикам в Великобритании, а 28 экспортировали. Один из автожиров был испытан с поплавками.
С.30А выпускали по лицензии и в других странах. В Германии на заводе "Focke-Wulf" было изготовлено около 40 автожиров с двигателями "Siemens Sh.14B". Во Франции С.30А выпускался заводом "Liore et Olivier" как LeO.301 с двигателем Salmonson 9N, было выпущено 25 автожиров. Советский Союз приобрел для изучения один С.30А. Лицензию на С.30А приобрела Япония, где фирма "Kayaba" использовала ее при разработке конструкции собственного автожира.
В августе 1934 года на авиационной выставке в Копенгагене экспонировался серийный С.30А. Датчане купили лицензию на автожир. В дальнейшем в Дании изготовили два С.30А для военно-морского флота. Здесь они имели обозначение IM.

## Эксплуатация
Из 66 аппаратов, построенных Avro, и не вошедших в состав ВВС Великобритании, 37 были зарегистрированы в частном владении. Около 10 были проданы владельцами за рубеж, остальные использовались в различных аэроклубах. 26 машин ушли на экспорт прямо с завода Avro.
Десять машин C.30A, выпущенных в 1934—1935 гг. вошли в состав RAF под обозначением Avro 671 Rota Mk 1 и использовались в летных училищах. Один автожир испытывался на авианосце "Couragious" для возможности использования его в морской авиации. Еще один С.30А поставили на поплавки. ВМФ заказали два автожира, но в дальнейшем они отказались  от дополнительных поставок. Поплавковый вариант в дальнейшем использовался для спасательных операций.
В составе Королевских военно-воздушных сил Великобритании (RAF) Rota MkI эксплуатировались в качестве ближних разведчиков и корректировщиков артиллерийского огня, но интерес к этим машинам прошел. К 1938 году в составе RAF оставалось восемь автожиров (два разбили в авариях), которые законсервировали.
После начала Второй Мировой войны вновь вернулись к вопросу использования автожиров во время боевых действий. К этому времени удалось ввести в строй только три машины. Было принято решение реквизировать несколько гражданских автожиров. Всего удалось восстановить 13 автожиров Rota Mk.I: два в 1939 году, пять в 1940, один в 1941 и еще пять собрали в 1941 - 1942 гг. из раннее разобранных машин.
Главной задачей автожиров было патрулирование побережья. Летом 1943 года все действующие С.30А были включены в один эскадрон, это соединение  стало единственным в британской военной авиации, полностью укомплектованным автожирами. За время военных действий было потеряно всего два автожира по техническим причинам. В сентябре 1945 года эскадрон был расформирован. В мае 1946 года стоящие на консервации С.30А были проданы частным лицам.
28 автожиров С.30А были экспортированы в Бельгию, Югославию, Испанию и Швецию. Наиболее активно машины эксплуатировались шведской компанией Helikopter-Flig. До войны их использовали для полетов в труднодоступные районы, а в 1941 году их передали в состав военной авиации, для патрулирования побережья Балтийского моря. После войны Швеция купила у Великобритании еще несколько автожиров.

## Характеристики
- Диаметр несущего винта, м 11.38
- Длина, м 6.01
- Высота, м 3.38
- Масса, кг
  - пустого самолёта 553
  - нормальная взлётная 816
- Тип двигателя 1 ПД Armstrong Siddeley Genet Major IA

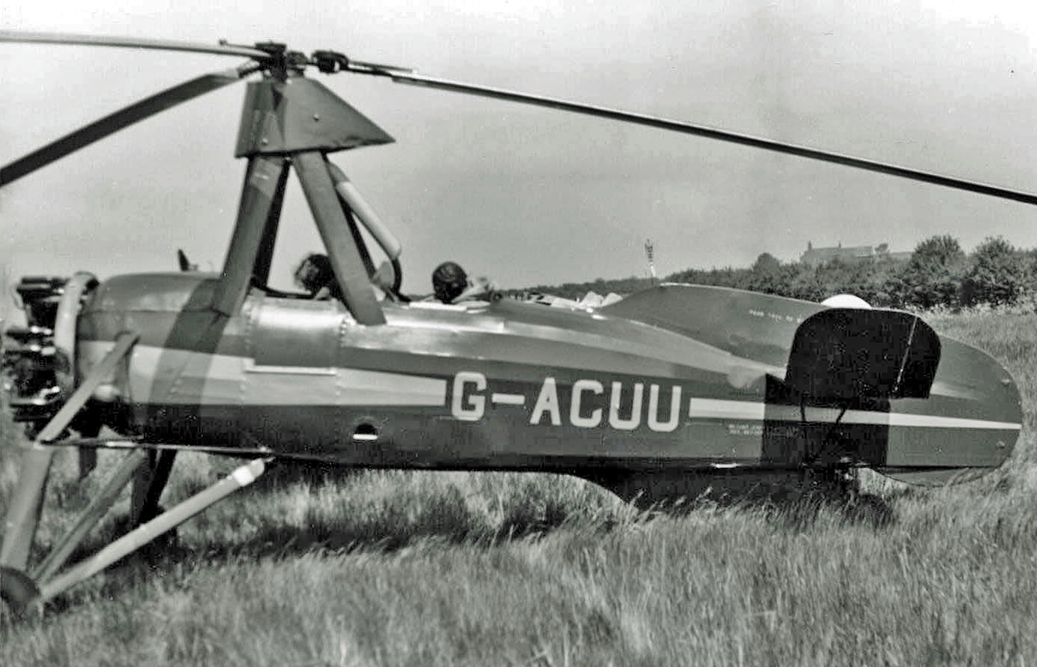
Avro 671 (Cierva C.30A) на аэродроме Rearsby, июнь 1951

- Мощность, л.с. 1 х 142
- Максимальная скорость, км/ч 177
- Крейсерская скорость, км/ч 153
- Практическая дальность, км 459
- Экипаж 2